# Lisa Su
Lisa Su (Tainan, 7 november 1969) is een Amerikaanse elektrotechnicus en bestuurder. Ze werd in oktober 2014 aangesteld als CEO van chipfabrikant Advanced Micro Devices (AMD).

## Carrière
Su studeerde elektrotechniek aan de Massachusetts Institute of Technology (MIT). Ze ontwikkelde technologie voor silicon-on-insulator, een methode binnen de fabricage van halfgeleiders voor het vormen van een drie-lagen plak (silicium-isolator-silicium).

## Onderscheidingen
Su ontving meerdere onderscheidingen tijdens haar carrière. Zo werd ze in 2014 uitgeroepen tot Directeur van het Jaar door vakblad EE Times en verscheen in 2017 in de lijst van 'World's Greatest Leaders' opgesteld door Fortune. In 2020 werd Su verkozen tot lid van de American Academy of Arts and Sciences.